# HD 11506 c
HD 11506 c (بالإنجليزية: HD 11506 c)‏ الذي يرمز له بالرمز HD 11506c، هو كوكب خارج المجموعة الشمسية، في كوكبة قيطس، يتبع HD 11506 ‏.

## الاكتشاف
اكتشف في 2015.